# 弥富市立弥生小学校
弥富市立弥生小学校（やとみしりつやよいしょうがっこう）は、愛知県弥富市鯏浦町にある公立小学校。

## 概要
- 旧・海部郡弥富町の小学校であり、校区（行政区単位表記）は荷之上（荷之上中地を除く）、五之三、鯏浦（一部）、用水上、下与太、上巳、上本田、下本田、上六、下六、浦六、気開、脇元小、方六、方六十ケ、東気開、中六（第3、4、5地区）、西前新田（一部）、荷之上、西中地（荷之上中地を含む）、鎌倉（一部）、海老江、五明（築留、小赤津外を除く）、錦浦であり、公立中学校へ進学する場合、弥富市立弥富北中学校に進学する[1]。

## 沿革
- 1873年（明治6年） -
  - 鯏浦村に鯏浦義校が開校する。鯏浦村、五ノ三村、荷ノ上村の児童が通学する。
  - 五明村に五明義校が開校する。
  - 平島新田に平島新田義校が開校する。
- 1874年（明治7年） -
  - 鯏浦義校が濯秀学校に改称する。後に鯏浦学校に改称する。
  - 平島新田義校が克己学校に改称する。
- 1880年（明治13年） - 鯏浦学校と五明義校が統合され、鯏浦学校となる。
- 1885年（明治18年） - 克己学校が平島学校に改称する。
- 1887年（明治20年） - 鯏浦学校が尋常小学鯏浦学校に改称する。平島学校が尋常小学鯏浦学校に統合され、尋常小学鯏浦学校平島分校となる。
- 1889年（明治22年） -
  - 4月 - 平島分校が分立し、尋常小学平島学校となる。
  - 10月1日 - 鯏浦村、五明村、小島新田、前ヶ須新田、平島新田、中山新田が合併し、弥富村が発足。
  - 10月1日 - 西保村、東保村、五ノ三村、荷ノ上村が合併し、市腋村が発足。
- 1892年（明治25年） -
  - 弥富村と市腋村で組合を設立。尋常小学鯏浦学校は弥富村市腋村学校組合立鯏浦尋常小学校に改称する。
  - 尋常小学平島学校は平島尋常小学校に改称される。
- 1903年（明治36年）8月26日 - 弥富村が町制施行し、彌富町となる。
- 1906年（明治39年）7月1日 - 彌富町に市腋村の一部（荷之上・五之三）と十四山村の一部（鎌倉新田）が編入される。
- 1907年（明治40年） -
  - 鯏浦尋常小学校と平島尋常小学校を統合し、彌富尋常小学校となる。校舎は旧・鯏浦尋常小学校の校舎を転用する[注釈 1][2]。
  - 市江村の西保、東保（旧・市腋村の一部）の児童が市江尋常小学校に移る。
- 1941年（昭和16年）4月1日 - 彌富国民学校に改称する。
- 1947年（昭和22年）4月1日 - 彌富町立弥富小学校に改称する。
- 1955年（昭和30年）4月1日 - 彌富町、鍋田村、市江村の一部（楽平、佐古木新田、又八新田）と合併し、弥富町が発足。同時に弥富町立弥富小学校に改称し、楽平、佐古木新田、又八新田が校区に加わる。
- 1957年（昭和32年）4月1日 - 旧・弥富中学校校舎を使用して、前ケ須分校を設置する。
- 1958年（昭和33年）4月1日 -
  - 弥富町立弥生小学校に改称する。
  - 前ケ須分校が弥富町立桜小学校として分立する。
- 1973年（昭和48年）4月1日 - 弥富町立白鳥小学校を分離する。
- 2006年（平成18年）4月1日 - 十四山村を編入。市制施行し、弥富市となる。同時に弥富市立弥生小学校に改称する。

## 交通アクセス
- JR東海関西本線・名鉄尾西線弥富駅下車、徒歩約20分。
- 近鉄名古屋線近鉄弥富駅下車、徒歩約25分。
- 弥富市コミュニティバス北部ルート、南部ルート、東部ルート「総合福祉センター」バス停より徒歩約5分。

2006年に廃駅となった名鉄尾西線弥富口駅からは、徒歩約10分であった。

## 周辺施設
- 弥富市立弥生保育所
- 弥富市総合福祉センター
- イオンタウン弥富
- 関西本線・名鉄尾西線弥富駅
- 近鉄名古屋線近鉄弥富駅